# Гарнавило (Ајова)
Гарнавило (енгл. Garnavillo) град је у америчкој савезној држави Ајова. По попису становништва из 2010. у њему је живело 745 становника.

## Демографија
Према попису становништва из 2010. у граду је живело 745 становника, што је -9 (-1.2%) становника више него 2000. године.
| Група             | 2000.       | 2010.       |
| Белци             | 753 (99,9%) | 726 (97,4%) |
| Афроамериканци    | 1 (0,1%)    | 4 (0,5%)    |
| Азијати           | 0 (0,0%)    | 0 (0,0%)    |
| Хиспаноамериканци | 0 (0,0%)    | 12 (1,6%)   |
| Укупно            | 754         | 745         |